# Pratfall-Effekt
Pratfall-Effekt (englisch Pratfall effect) ist eine auf den US-amerikanischen Psychologen Elliot Aronson zurückgehende Beobachtung eines positiven Sympathie-Effekts von kleinen Missgeschicken. Sein Original-Experiment fand 1966 statt.

## Versuch
Elliot Aronson spielte zwei Gruppen von Versuchspersonen Tonbänder mit schwierigen Quizfragen und deren Beantwortung vor. Bei der einen Gruppe war auch das Umwerfen einer Kaffeetasse zu hören.
- Bei richtiger Beantwortung von 92 Prozent aller Fragen erhöhte das Umwerfen der Kaffeetasse die Sympathie gegenüber der Person.
- Bei nur 30 Prozent richtiger Beantwortung aller Fragen verringerte das Umwerfen der Kaffeetasse die Sympathie gegenüber der Person.

Ein Missgeschick lässt demnach eine ansonsten schon fast unrealistisch perfekt erscheinende Person sympathischer erscheinen. Bei eher durchschnittlich kompetent erscheinenden Personen verringert ein Missgeschick jedoch das Ansehen.
Ab 1970 wurde der Einfluss des Selbstvertrauens der Versuchsperson beschrieben. Bei durchschnittlichem Selbstvertrauen stieg das Ansehen der kompetenten Person durch das Missgeschick. Personen mit geringem oder hohem Selbstvertrauen bewunderten eher die kompetente Person ohne Missgeschick.

## Anwendung
In Marketing oder Werbung kann ein Schönheitsfehler die Sympathie zum Produkt insbesondere bei abgelenkten Versuchspersonen erhöhen.